# Rudolf Eugen Wrbna-Freudenthal
Rudolf Eugen Wrbna-Freudenthal, též Rudolf Evžen Bruntálský z Vrbna nebo jen Rudolf z Vrbna (28. dubna 1813, Vídeň– 6. února 1883 tamtéž) byl česko-rakouský šlechtic z rodu Bruntálských z Vrbna a politik německé národnosti z českých zemí, ve 2. polovině 19. století byl poslancem rakouské Říšské rady.

## Biografie
Pocházel z mladší hořovické větve rodu. Jeho otcem byl Evžen Dominik Rudolf (1786-1848), držitel panství Hořovice se železárnami v Komárově. Jeho dědečkem byl Rudolf z Vrbna a Freudenthalu, zakladatel věhlasu železáren v Komárově na hořovickém panství. Rudolf Eugen se v mládí věnoval úspěšně správě rodinného statku.
V zemských volbách 1861 se opět stal poslancem Moravského zemského sněmu, za kurii velkostatkářskou, II. sbor. Mandát obhájil v zemských volbách v lednu 1867. Podle některých zdrojů zasedal na sněmu až do roku 1869. Na sněmu působil na postu předsedy komise pro delegování poslanců do Říšské rady. Vystupoval hlavně k tématům majetkovým a finančním.
Zemský sněm ho roku 1861 delegoval i do Říšské rady (tehdy ještě volené nepřímo) za Moravu (kurie velkostatkářská). 17. června 1863 složil opětovně slib. K roku 1861 se uvádí jako c. k. komorník a statkář, bytem ve Vídni.
V roce 1867 byl jmenován doživotním členem Panské sněmovny (horní, nevolená, komora Říšské rady) a zastával po delší dobu funkci jejího místopředsedy. Stranicky se profiloval jako člen takzvané Ústavní strany (liberálně a centralisticky orientovaná, odmítající federalistické aspirace neněmeckých etnik), respektive její šlechtické odnože, Strany ústavověrného velkostatku. Vedl po několik let prezídium komise pro státní dluh.
Od roku 1870 zastával funkci generálního intendanta Hoftheatru ve Vídni. V roce 1863 byl jmenován tajným radou, roku 1874 mu byl udělen Císařský rakouský řád Leopoldův. Měl titul rytíře Řádu zlatého rouna.
Neoženil se, ale přihlásil se k svému nemanželskému synovi Karlu Freudenthalovi.
Hrabě Rudolf Evžen Bruntálský z Vrbna zemřel ve Vídni roku 1883. Jeho tělo bylo převezeno do rodinné hrobky v Holešově, na panství, které mu dříve patřilo.